# Non ti libererai di me
Non ti libererai di me (Killer Coach) è un film per la televisione del 2016 diretto da Lee Friedlander.

## Trama
Samantha Morgan è una giovane nuotatrice. Quando sua madre Gina assume il giovane Bryce come assistente allenatore, per assicurarsi che sua figlia vinca i trials, tra i due ragazzi nasce una sintonia immediata. Il loro normale rapporto atleta/allenatore sarà presto messo a repentaglio dai tentativi di seduzione da parte di Bryce. Lei cerca di porre fine alla relazione prima che qualcuno se ne accorga, ma quello di cui Samanta non si è accorta è che Bryce ha altre intenzioni e la rottura tra i due metterebbe in pericolo non solo lei ma anche quelli che ama.